# Iglesia de San Pedro de la Nave
La iglesia visigoda de San Pedro de la Nave se encuentra en la localidad de El Campillo, término municipal de San Pedro de la Nave-Almendra, en la provincia de Zamora (España). Fue declarada Monumento Nacional el 22 de abril de 1912 (publicado en el BOE de 29 de abril de 1912).
La construcción del templo se remonta a finales del siglo VII e inicios del siglo VIII, se cree que pudo construirse entre los años 680 y 711, es decir, en los años previos a la conquista musulmana, por lo que puede tratarse de una de las últimas obras del arte visigodo. Originariamente tuvo su emplazamiento a orillas del río Esla, pero, al construirse el embalse de Ricobayo, habría quedado sumergido en sus aguas, por lo que, a iniciativa de Manuel Gómez-Moreno, se decidió su traslado piedra a piedra a la actual ubicación. Esta operación se llevó a cabo entre los años 1930 y 1932 bajo la dirección del arquitecto Alejandro Ferrant Vázquez.

## Descripción

### Planta
El templo presenta la orientación litúrgica habitual con una ligera desviación. De estilo visigótico, s. VII, su primera traza respondía a una planta de cruz griega, si bien luego se trazaron las dos naves laterales que le confieren el aspecto final híbrido entre la planta basilical y la cruciforme. Posee además una estancia (7) y (8), a cada lado del presbiterio (6). El conjunto de todo ello viene a componer una planta rectangular de aproximadamente 16,80 m por 11,20 m del que sobresalen tres capillas: la del cabecero que forma un ábside (9) rectangular, y otras dos (7) y (8) en los extremos del transepto (3).
Leyenda de la imagen

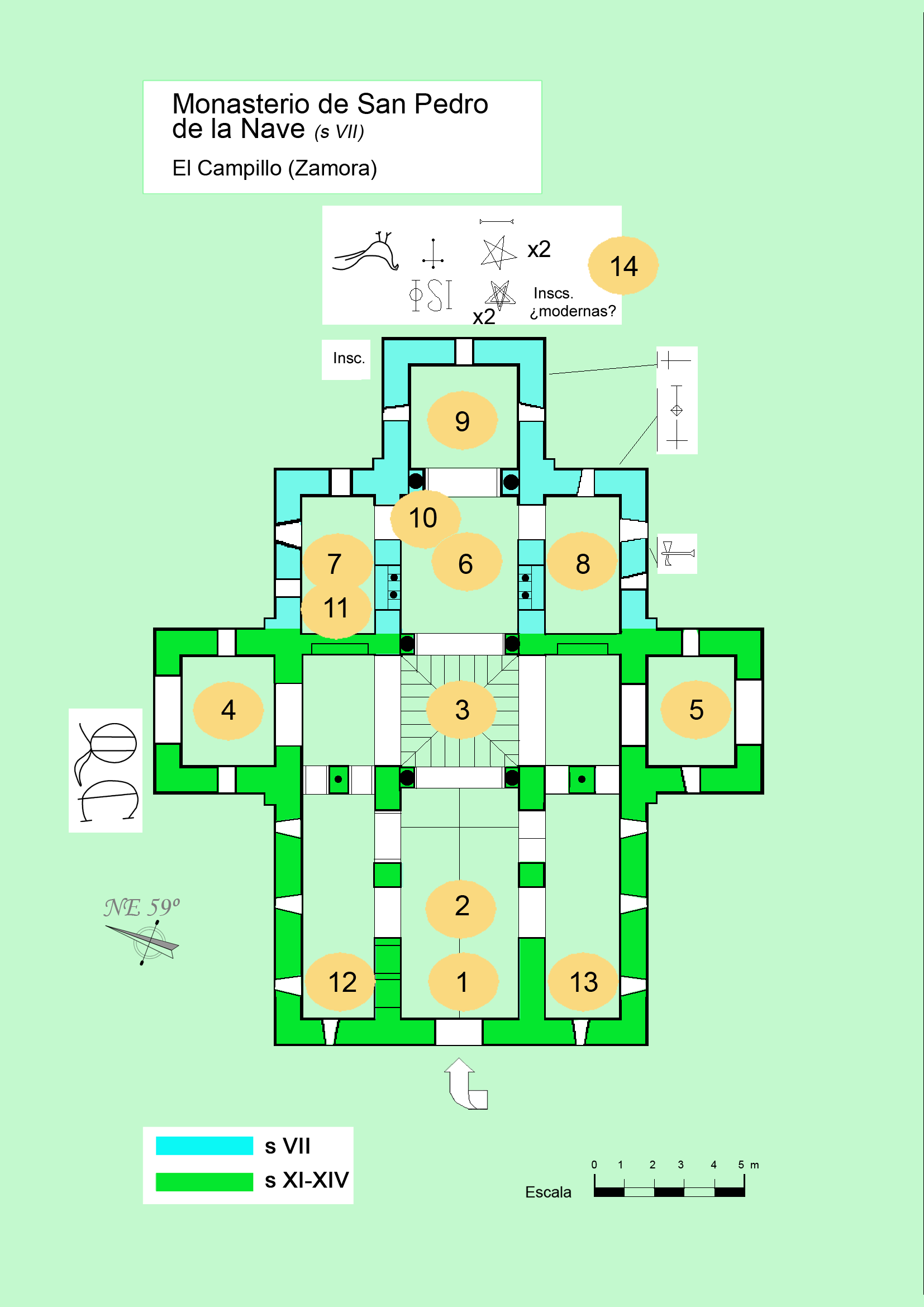
Aprox. a la planta de la iglesia de San de Pedro de la Nave. Marcas de cantería.

1. Pórtico Oeste, entrada al templo.
2. Nave.
3. Crucero.
4. Pórtico Norte.
5. Pórtico Sur.
6. Presbiterio.
7. Estancia ¿Baldaquino?
8. Estancia ¿Baldaquino?
9. Altar Mayor, Ábside.
10. Horologio.
11. Pila bautismal.
12. Sepulcro de los Santos Barqueros.
13. Pila benditera.
14. Marcas de cantería.

### Marcas de cantería
Se han identificado un total de 10 marcas de 7 tipos diferentes, todas ellas situadas en el exterior del templo.

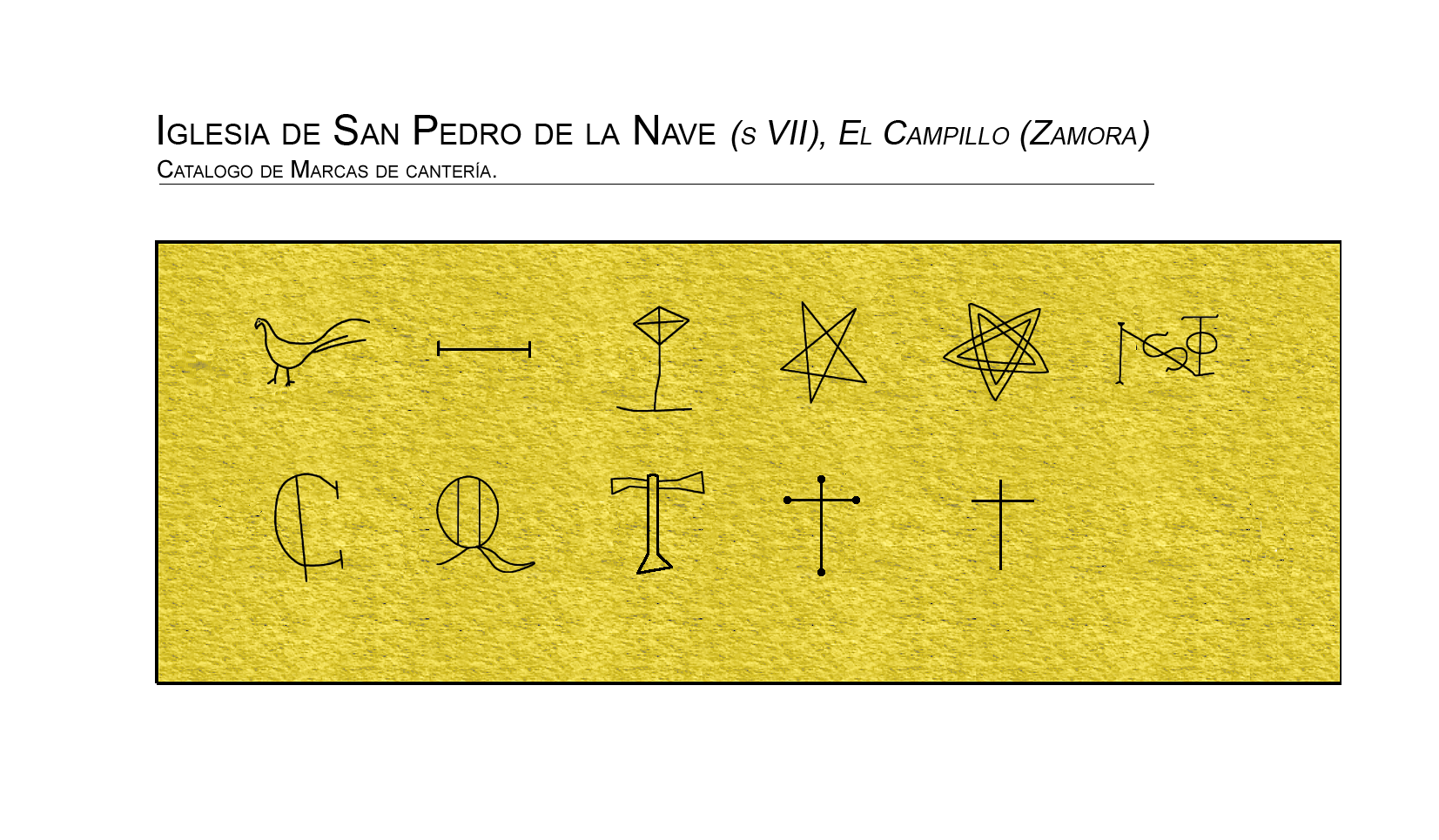
Catálogo de Marcas de cantería de San Pedro de la Nave. Ver Planta (14).

| Zona          | Tramo       | Marcas | Tipos | Grafiti | Inscripción |
| ------------- | ----------- | ------ | ----- | ------- | ----------- |
| Ábside        |             | 10     | 7     | 1       | 3           |
| Fachada Sur   | Presbiterio | 1      | 1     |         |             |
| Pórtico Norte |             | 2      | 2     |         |             |

### Exterior
Fue realizada con sillería arenisca amarilla de talla regular, bien cortada y asentada en hiladas de gran regularidad, muy bien aparejadas sin uso de argamasa.
Dispone de contrafuertes únicamente en la nave tramo 1, parcialmente absorbidos por los dos pórticos (4) y (5) añadidos en las fachadas norte y sur a la altura del transepto.
En el exterior, fachada noroeste, unos huecos para vigas de madera y el color de la sillería muestran indicios de una posible estancia monacal del tipo almacén, granero, etc. que no se ha conservado.

### Interior
Las dos estancias (7) y (8) se comunican con el presbiterio mediante una puerta y un vano en forma de triple arco de medio punto con columnillas, estando iluminadas por dos vanos. Según el autor consultado, pudieron tener funciones de celdas eremíticas, capillas, sacristía, aulas, estancias de los monjes, etc.; en la actualidad, la del lado del Evangelio contiene la pila bautismal (11).
La nave central (2), como suele ser habitual, es más alta y ancha que las laterales y está separada de ellas por arcos formeros sustentados en recios pilares. En el lado de la Epístola, uno apuntado en el tramo 2 y otro de medio punto en el 3; el cuarto tramo está cerrado por un muro. En la nave del Evangelio, dos arcos de medio punto cegados en el tramo 4, donde se expone el sepulcro (12) de los Santos Barqueros, y otros 2 de herradura en los tramos 3 y 2.
Las cubiertas son abovedadas en medio cañón, pero mientras las del cabecero y las de los recintos laterales se conservan en su original estructura pétrea, las de los tramos occidentales de las naves son de ladrillo volteado sobre los primitivos arranques de sillería. Los arcos son de herradura al modo visigótico. De ellos, los dos torales perpendiculares al eje de la nave principal quedan resaltados de los paramentos y apoyan parcialmente en columnas adosadas a los pilares. El arco frontal del ábside es también de herradura algo más cerrado y descansa sobre columnas adosadas a las jambas del hueco.
En cuanto a la decoración, una de las más sobresalientes de la arquitectura visigoda, pueden apreciarse dos tipos de elementos de distinta concepción y debidos a distinto artífice: un ancho friso, que se corresponde con una hilada de sillares, que muestra una sucesión de círculos con variadas figuras vegetales y animales; y los capiteles de las columnas adosadas. Estos son de una meritoria labra muy superior a la de otras obras antecedentes. Exhiben escenas historiadas extraídas de la literatura bíblica, como Daniel en el foso de los leones o El sacrificio de Isaac. Sus cimacios van decorados por medio de roleos, en cuyo interior aparecen figuras de animales e incluso humanas.
En el interior de la iglesia existe además un horologio (10) en forma tabular que se puede hallar inscrito en la piedra de los sillares de la parte izquierda inmediatos al arco toral. Este reloj está incompleto, pero forma parte de una de las joyas que pueden verse en la Iglesia.

### Iluminación
El templo está bien iluminado, al menos en las partes principales, mediante los siguientes elementos:
| Zona           | Vanos |
| -------------- | --- |
| Altar Mayor    | 3, los laterales con fuerte aspillado en el lado este, posiblemente para facilitar la iluminación del altar mayor. |
| Presbiterio    | 3 a cada lado, cuadrados muy pequeños y elevados.                                                                  |
| Estancias      | 1 de medio punto, 1 con parteluz a cada lado.                                                                      |
| Crucero        | 4 en la torre. |
| Pórtico Norte  | 2 |
| Pórtico Sur    | 2 |
| Nave Evangelio | 4 aspillados y abocinados al interior.                                                                             |
| Nave Epístola  | 4 aspillados y abocinados al interior.                                                                             |
| Hastial Sur    | 2 rectangulares abocinados al interior y 1 elevado.                                                                |

### Modificaciones
Bien por modificaciones o derrumbes, se realizaron diversos cambios a la estructura original:
- Periodo visigótico: ábside, presbiterio, aulas, cubículos, dormitorios de monjes, sacristías.
- Periodos románico y gótico: Pórticos Norte y Sur, Naves y Pórtico Oeste.
- Fachada noroeste: existen indicios (apoyos de vigas y color de la sillería) de la existencia de un espacio conventual, posible almacén.

## Galería de imágenes

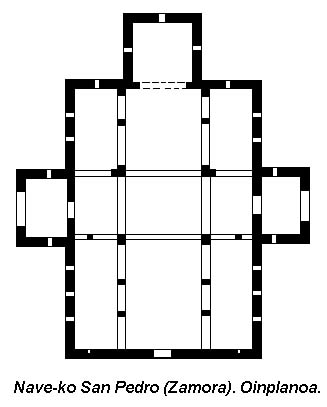
Planta de la iglesia
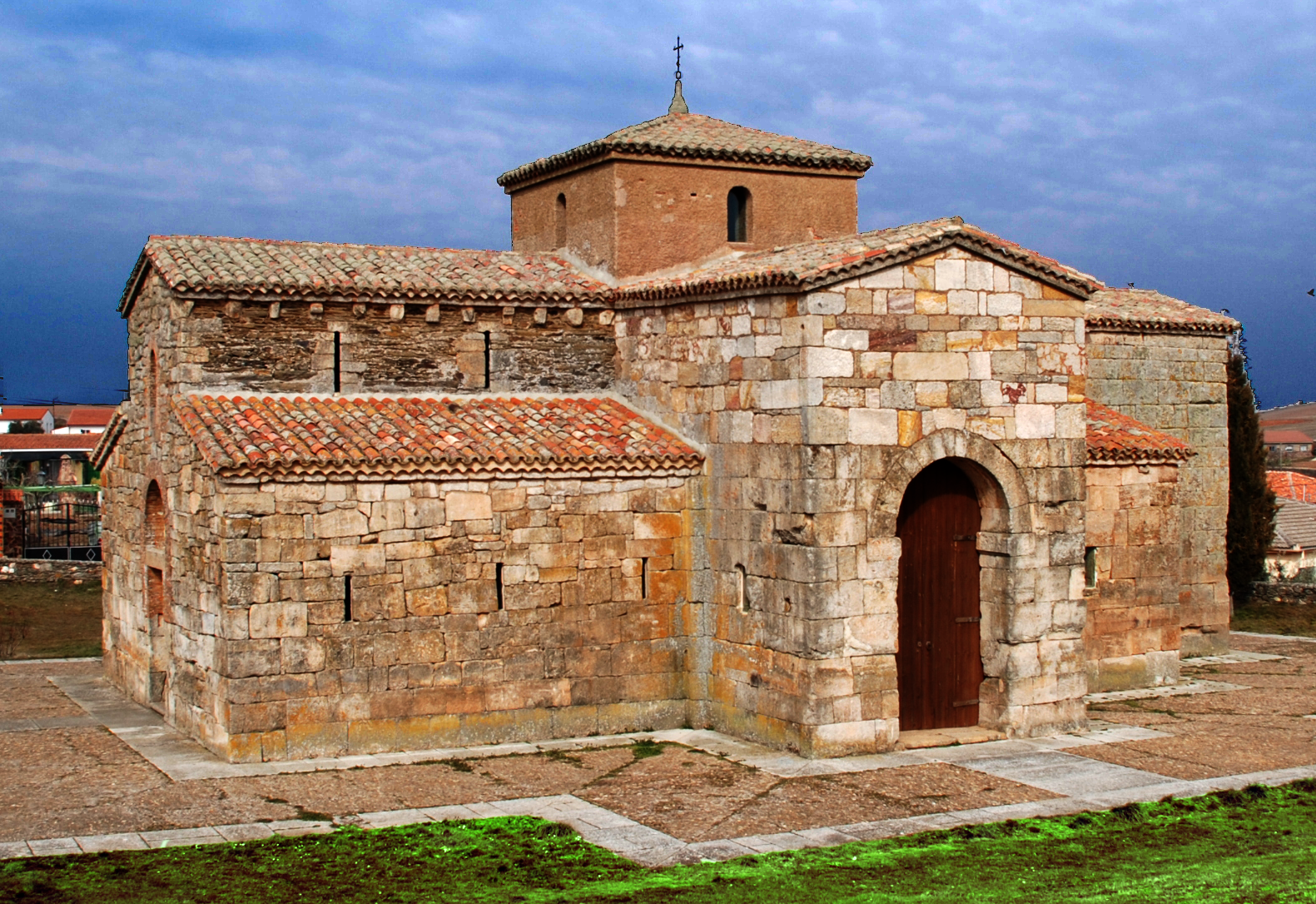
Fachada Sur
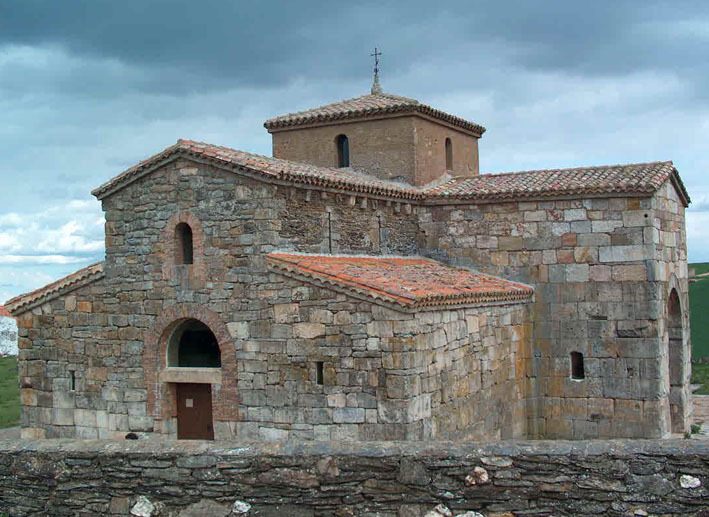
Ángulo suroccidental
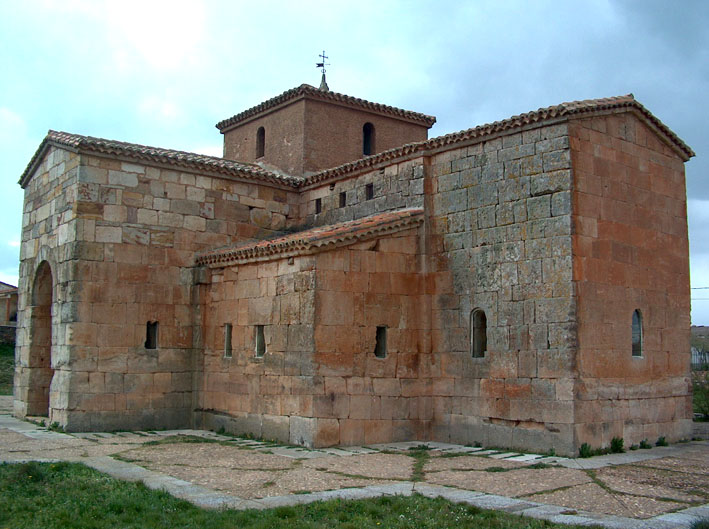
Ángulo suroriental
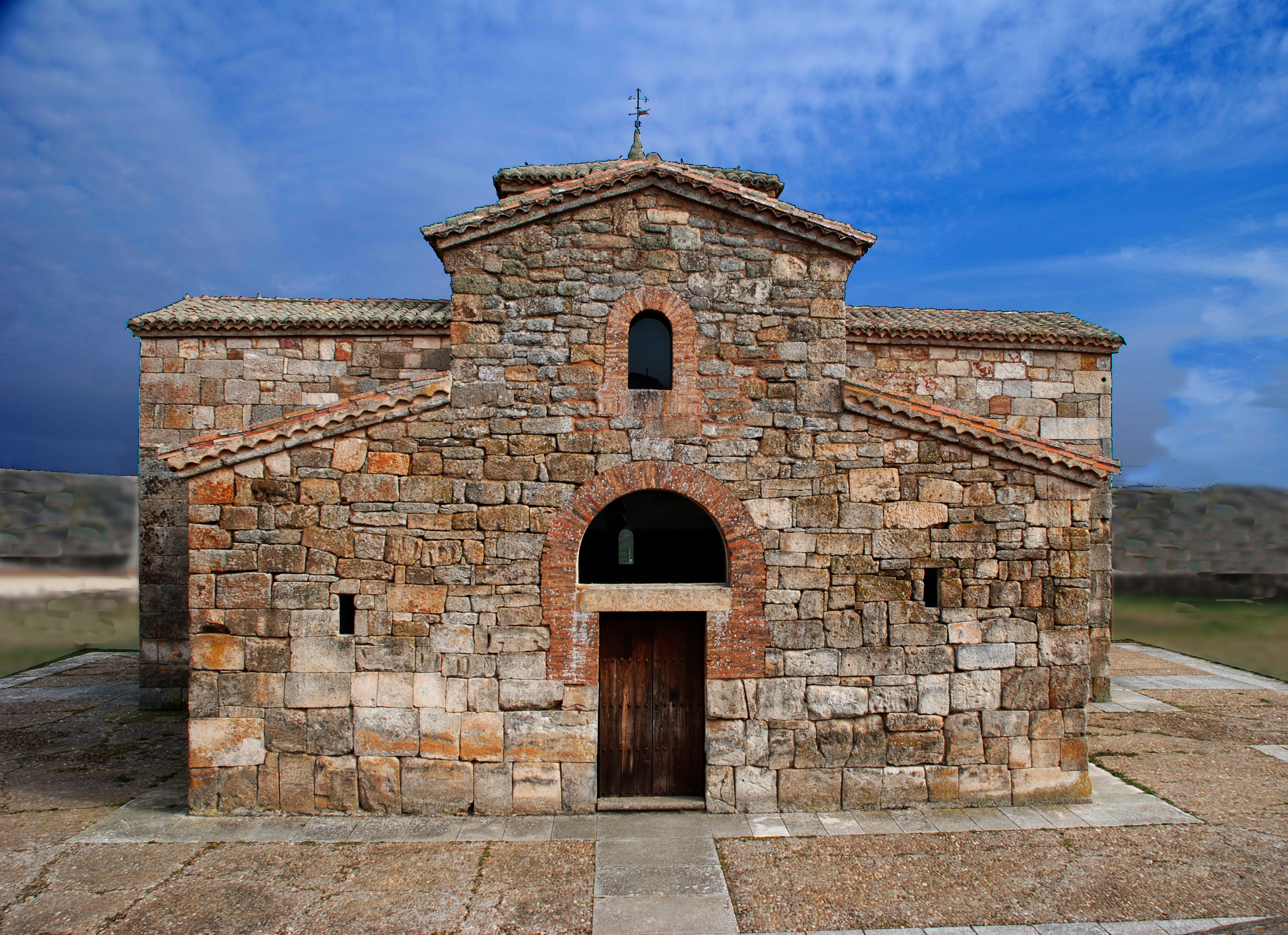
Fachada Oeste

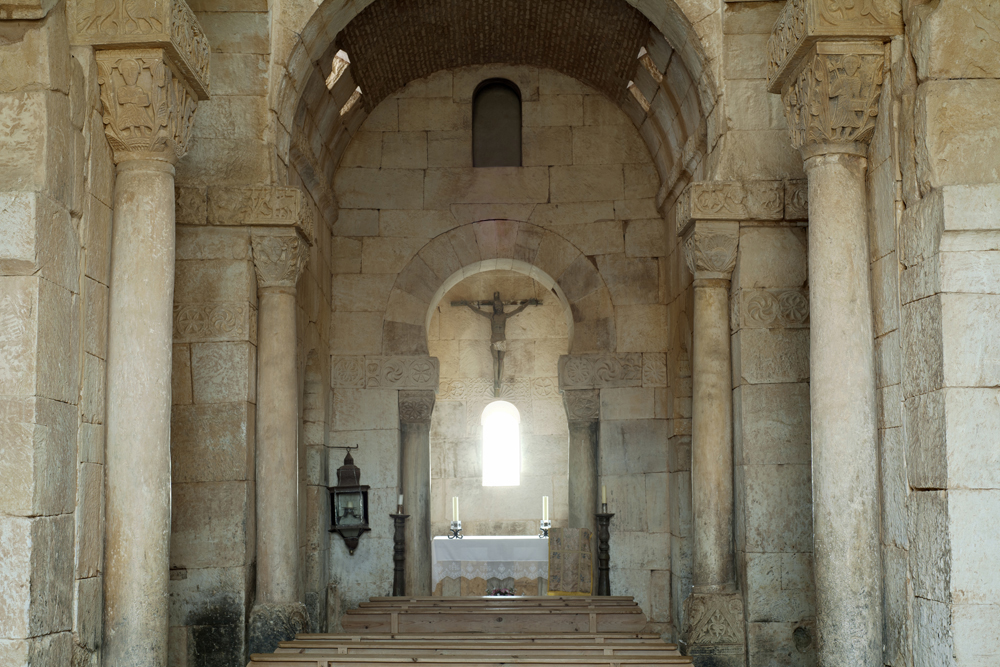
Nave central hacia el ábside
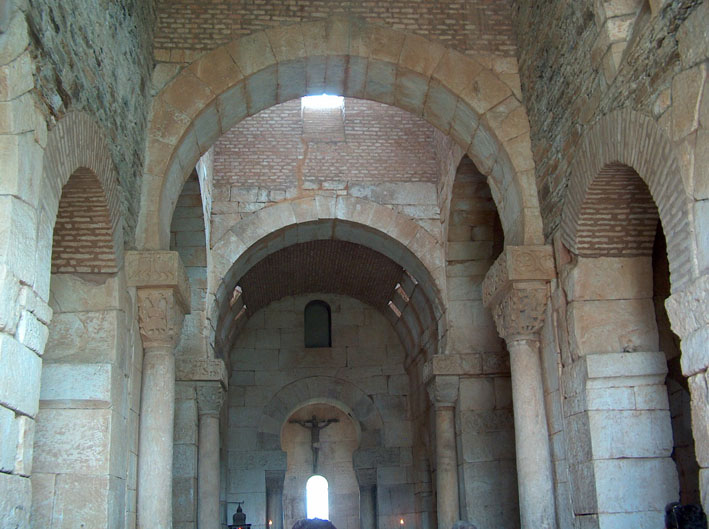
Nave central
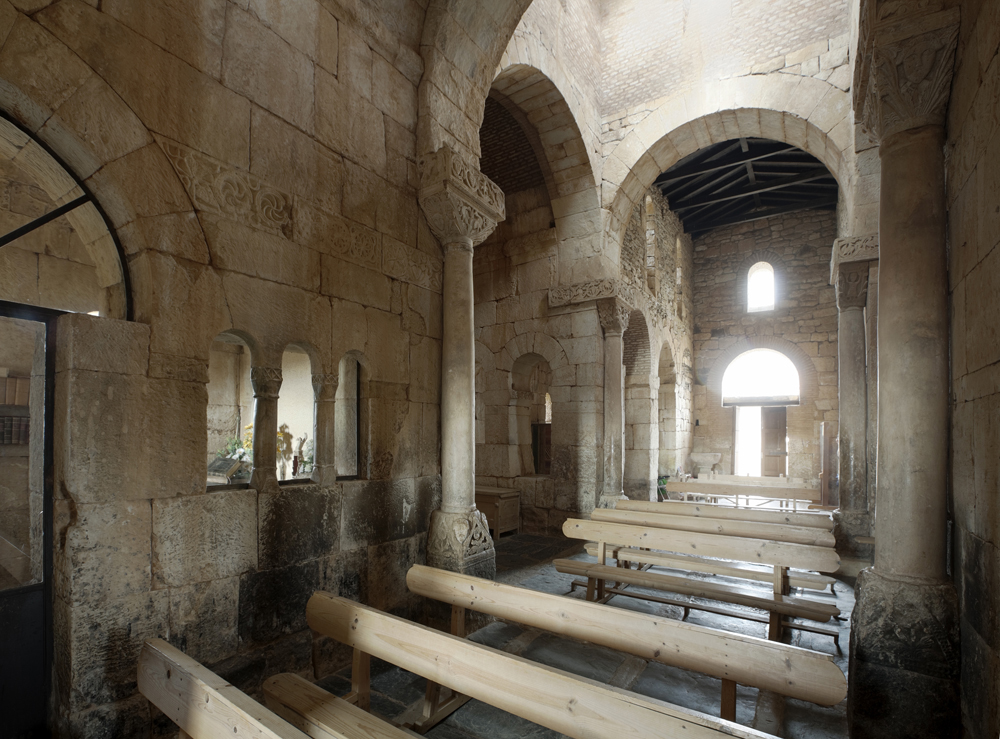
Nave central hacia la puerta
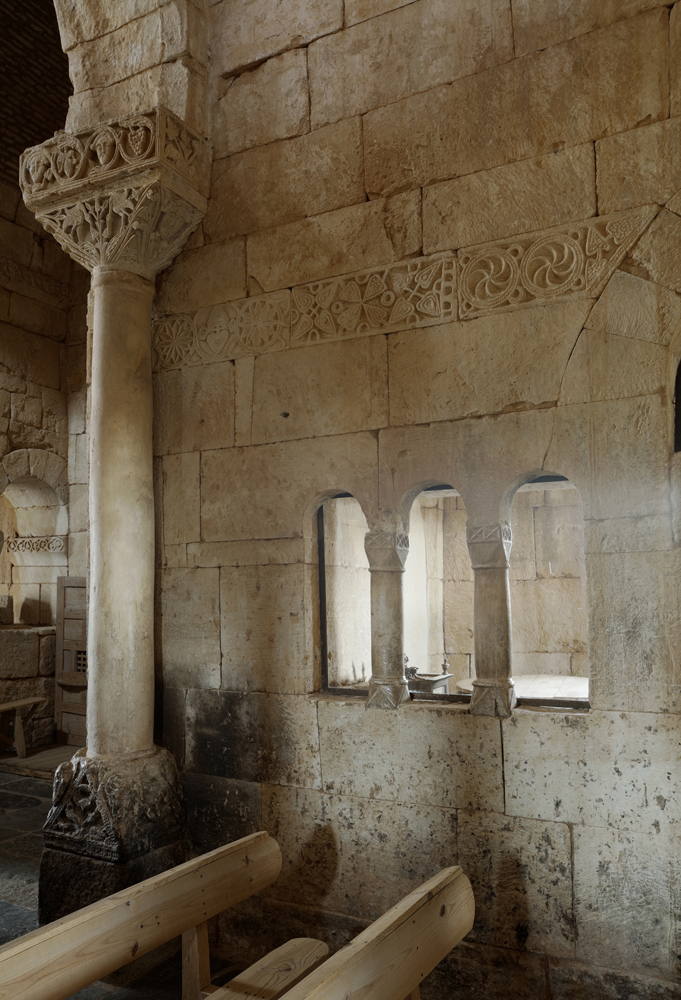
Sacristía lateral

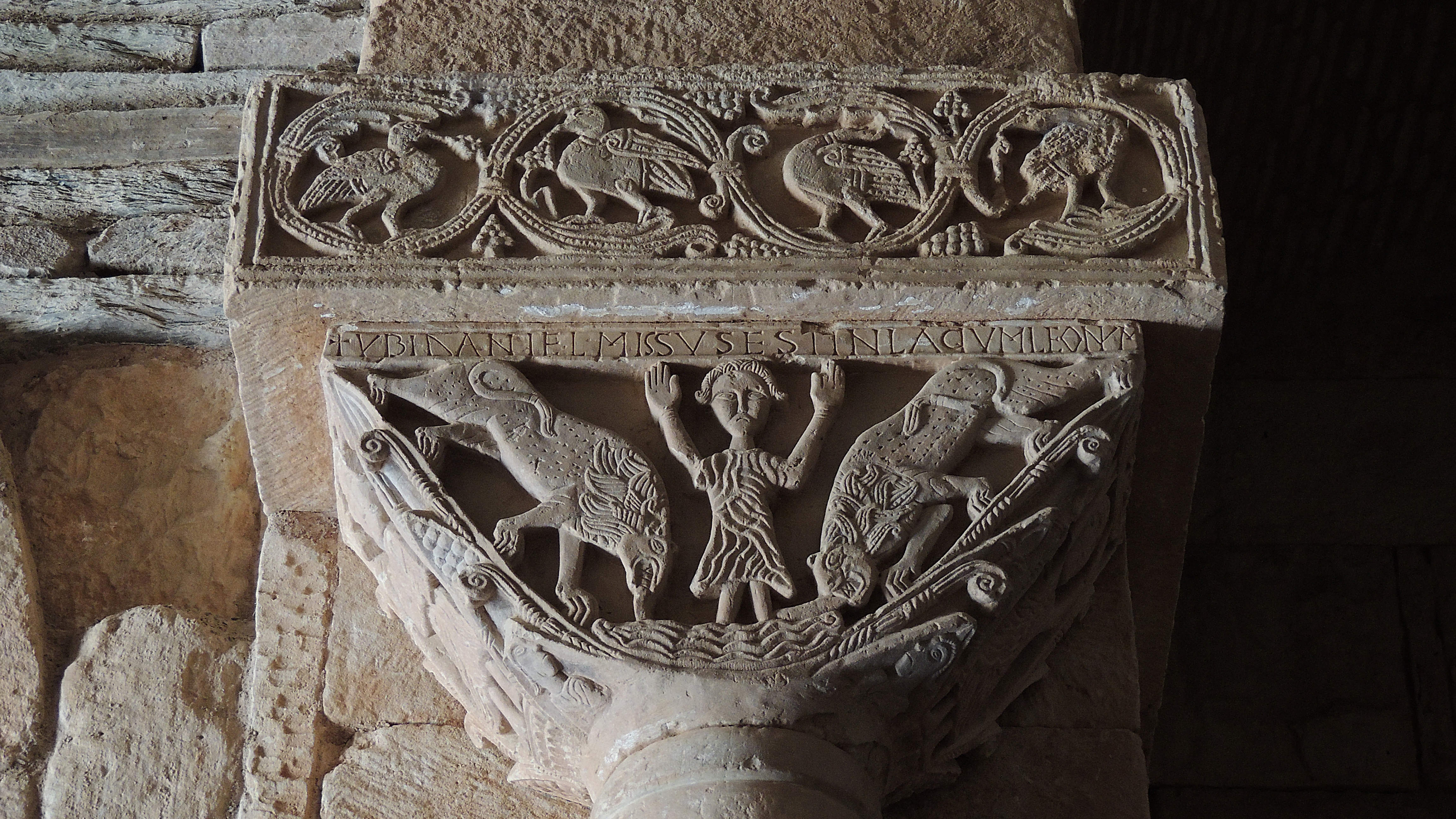
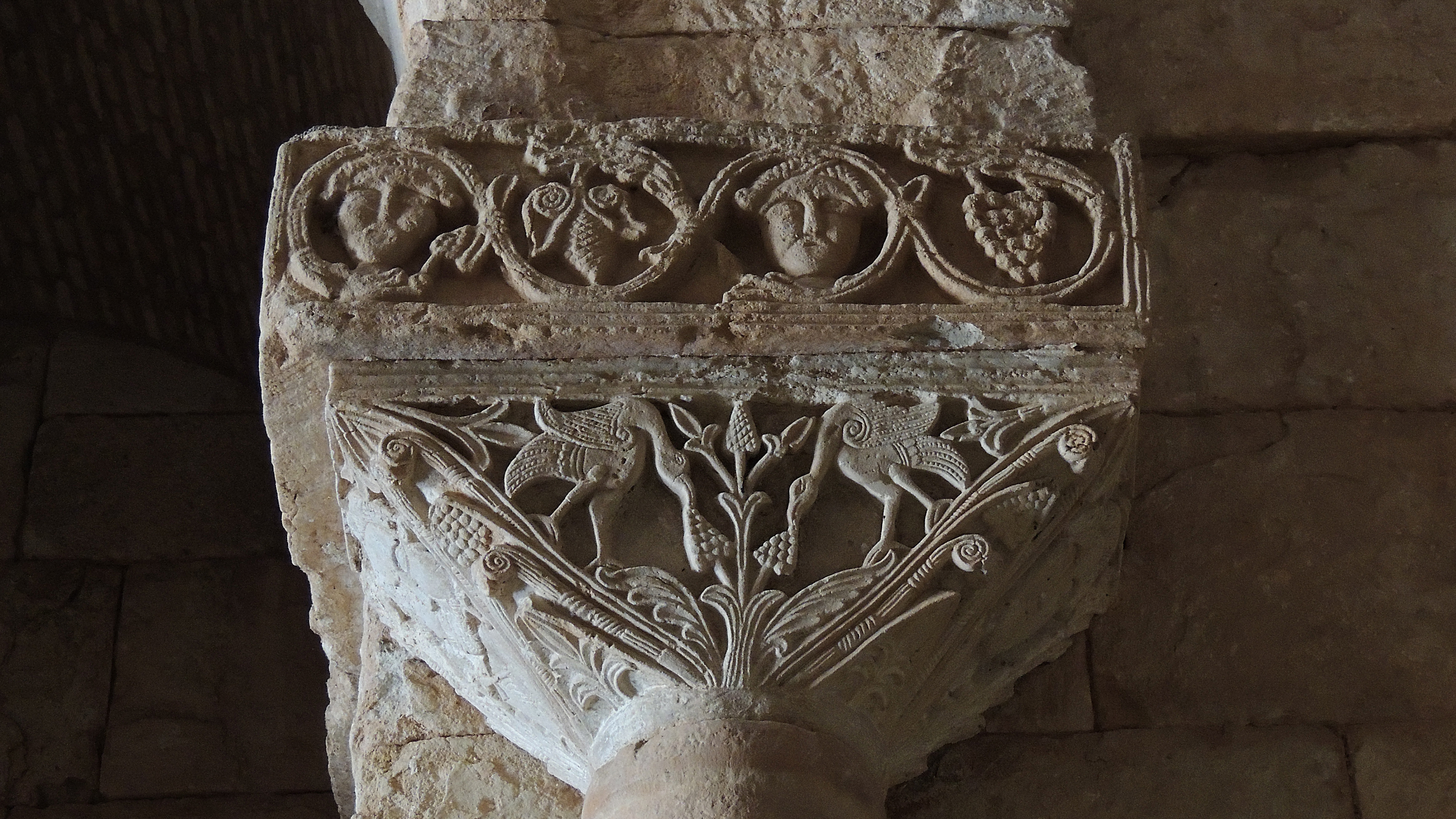
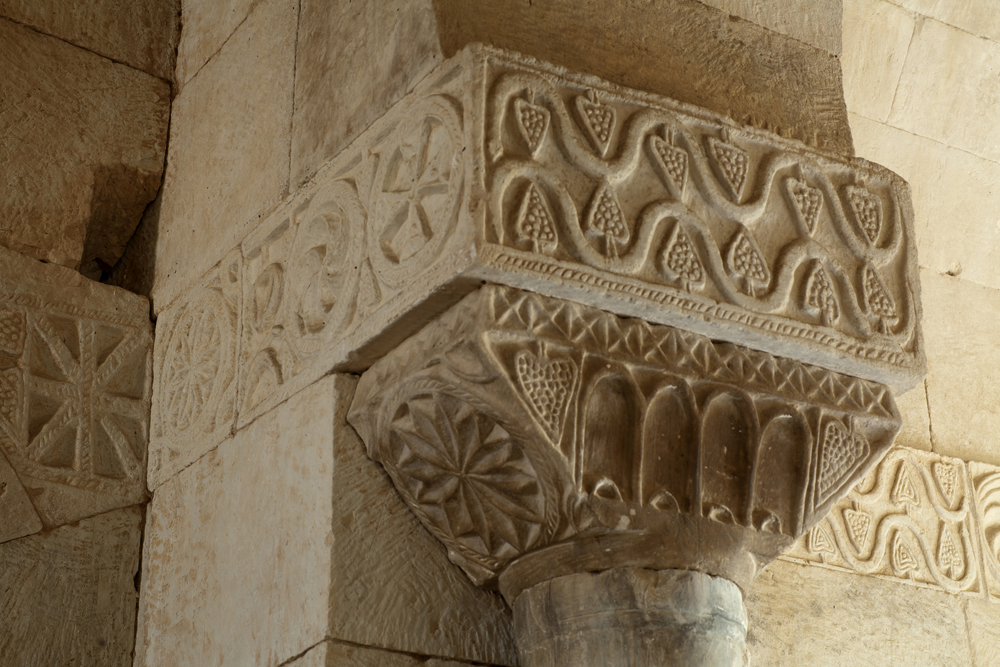
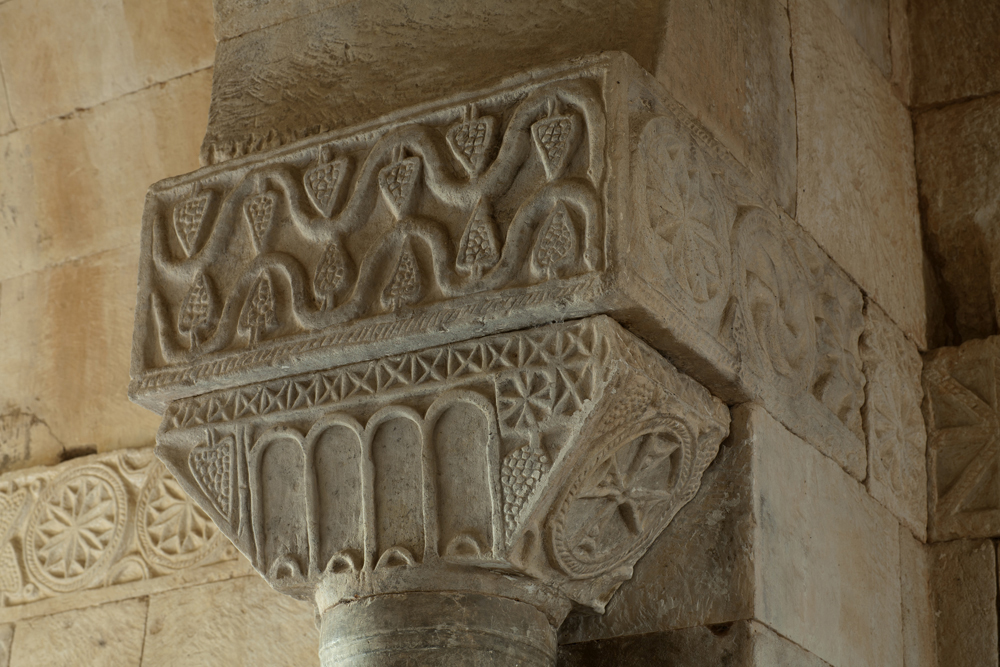
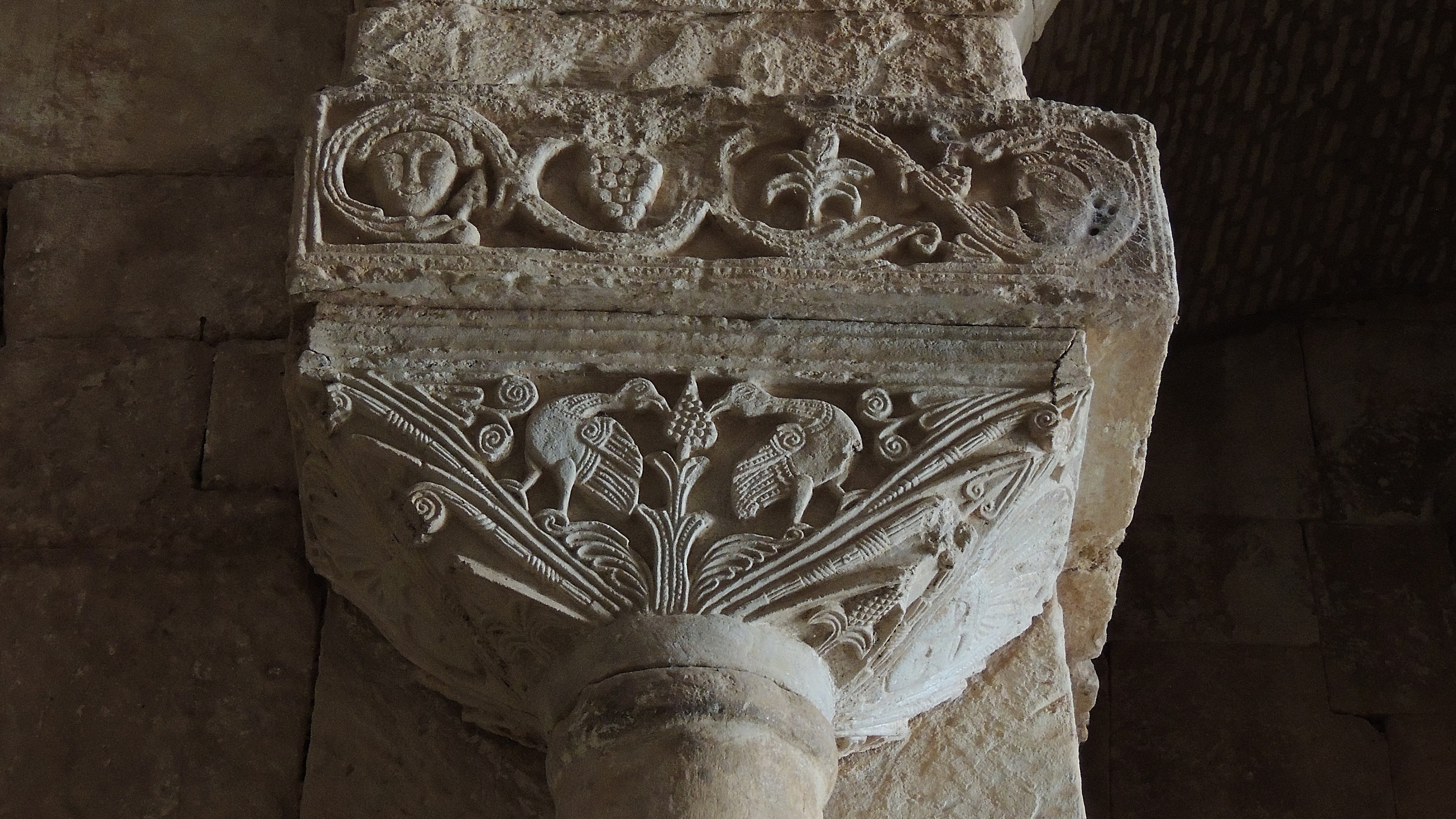
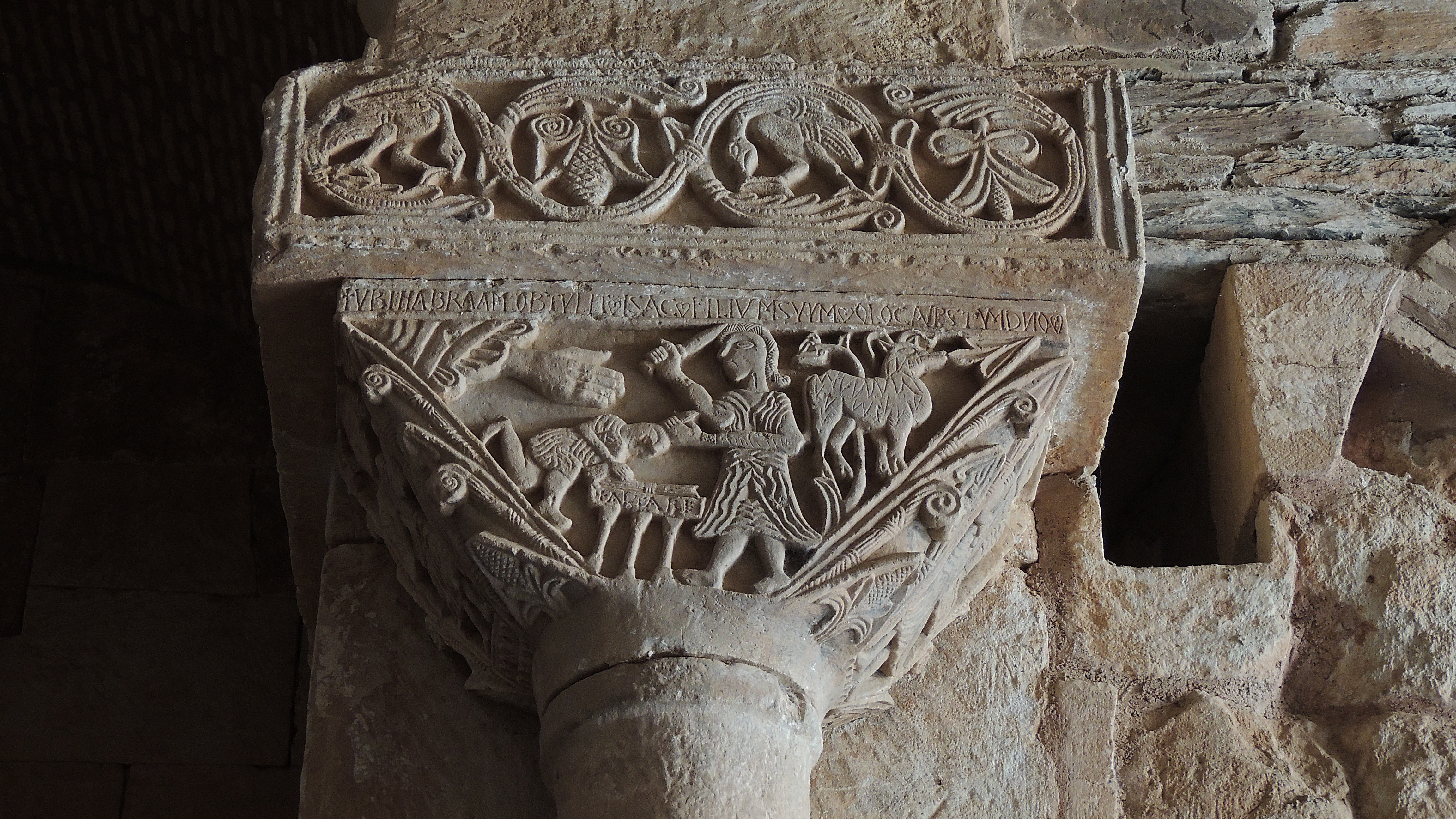